# Gare d'Aravaca (métro de Madrid)
Gare d'Aravaca est une station terminus de la ligne 2 du métro léger de Madrid. Elle est située rue de la Golondrina, dans le district de Moncloa-Aravaca, à Madrid.

## Situation sur le réseau
Établie en surface, la station Gare d'Aravaca du métro léger de Madrid est située sur la ligne 2, dont elle constitue le terminus nord, avant Berna.

## Histoire
La station ouvre au public le 27 juillet 2007, à l'occasion de l'inauguration des deux lignes ouest du métro léger.

## Services aux voyageurs

### Intermodalité
La station est en correspondance directe avec la gare d'Aravaca, desservie par les lignes C-7 et C-10 des Cercanías Madrid.